# Meinholz (Wietzendorf)
Meinholz ist ein Ortsteil der Gemeinde Wietzendorf im Landkreis Heidekreis, Niedersachsen.

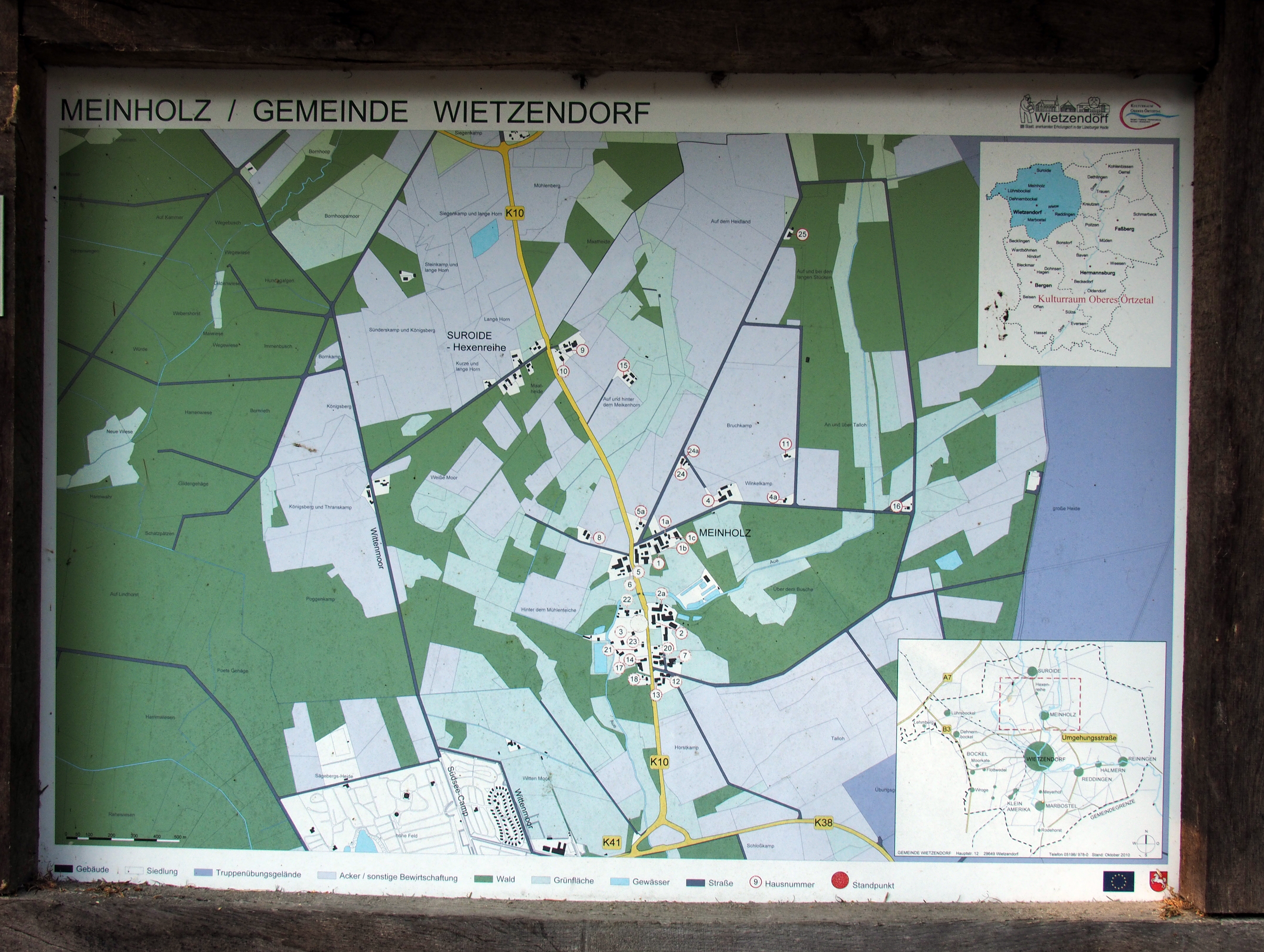
Karte von Meinholz

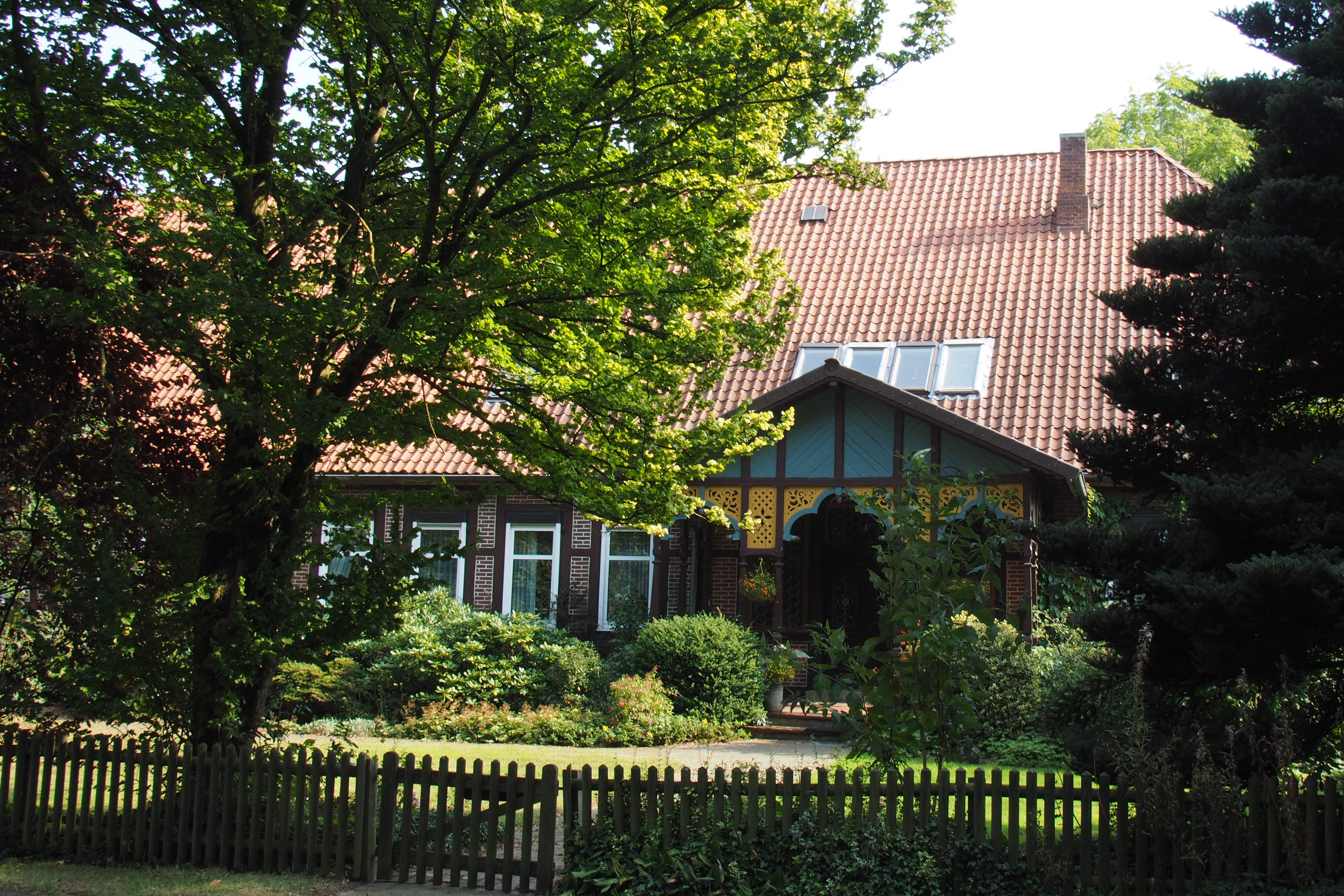
Veranda eines Bauernhauses in Meinholz

## Lage
Meinholz liegt in der Lüneburger Heide nördlich von Wietzendorf.

## Geschichte
1658 wurde im Dorf, wie auch in den Nachbarorten, eine Reihenschule eingerichtet. Im Jahre 1787 erhielten die Kirchspielgemeinden Meinholz und Suroide dann ein eigenes Schulhaus, das zwischen die beiden Dörfer gebaut wurde. Im August 1967 wurde die Schule geschlossen. Die Schüler besuchen seit dem den Unterricht in Wietzendorf.
Nach dem Zweiten Weltkrieg wurde auf dem Kriegsgefangenenfriedhof bei Meinholz ein Mahnmal errichtet. Dort ruhen etwa 16.000 sowjetische Kriegsgefangene in Massengräbern.
Am 1. März 1974 wurde Meinholz in die Gemeinde Wietzendorf eingegliedert.

## Sonstiges
- Der Schriftsteller und Dichter James Krüss absolvierte 1946 ein Praktikum in der Dorfschule.
- Ortsvorsteher ist Daniel Stegen